# Dolní Habartice
Obec Dolní Habartice (německy Nieder Ebersdorf) se nachází v okrese Děčín v Ústeckém kraji. Rozkládá se v Českém středohoří v údolí říčky Bystrá, asi devět kilometrů jihovýchodně od Děčína, v severovýchodním sousedství města Benešov nad Ploučnicí. Žije zde 605 obyvatel.

## Historie
První písemná zmínka o obci pochází z roku 1281.

## Geografie a popis obce
Obec Dolní Habartice dostala své jméno po prvním rychtáři Eberhartovi. Území obce leží v jihovýchodní části okresu Děčín. Obec sousedí na severu s Horními Habarticemi, na jihu s Benešovem nad Ploučnicí a na východě s Malou Bukovinou. Krajina je mírně zvlněná (nadmořská výška cca 220–230 m n. m.), většinu území pokrývá zemědělská půda. Území obce je chráněno ze západu a východu lesy, nacházejícími se při katastrálních hranicích obce. Osídlení je roztroušeno v mělké údolní nivě podél říčky Bystré, která přitéká od severovýchodu z Markvartic a Horních Habartic, dále plyne k jihozápadu do Benešova nad Ploučnicí, kde se vlévá do řeky Ploučnice. Celé území obce se nachází v okrajové části CHKO České středohoří a leží na okraji CHOPAV Severočeská křída. Výměra obce je 557,31 ha.

## Doprava
Dopravně nejvýznamnější je silnice III. třídy 26223, která napojuje obec na širší strukturu osídlení. Tato komunikace propojuje osídlení podél říčky Bystré od Benešova nad Ploučnicí přes Dolní a Horní Habartice do Markvartic, kde se u Veselého napojuje na silnici I/13 směr Nový Bor (Liberec). Územím obce prochází železniční trať Děčín – Rumburk. Nejbližší železniční zastávka je v obci.

## Obyvatelstvo
Počet obyvatel obce se pohybuje okolo 600 (podíl mužů a žen půl na půl), z toho v produktivním věku je cca 370 obyvatel, osob do osmnácti let je cca 140.
|           | 1869 | 1880 | 1890  | 1900  | 1910  | 1921  | 1930  | 1950 | 1961 | 1970 | 1980 | 1991 | 2001 | 2011 |
| --------- | ---- | ---- | ----- | ----- | ----- | ----- | ----- | ---- | ---- | ---- | ---- | ---- | ---- | ---- |
| Obyvatelé | 957  | 994  | 1 112 | 1 168 | 1 289 | 1 175 | 1 186 | 689  | 690  | 624  | 572  | 508  | 563  | 549  |
| Domy      | 180  | 191  | 198   | 211   | 217   | 217   | 227   | 181  | 169  | 163  | 155  | 152  | 169  | 190  |

## Obecní správa a politika
Stavební úřad a matriční úřad jsou na Městském úřadu v Benešově nad Ploučnicí stejně jako pošta. Katastrální, pozemkový a celní úřad jsou v Děčíně. Obec má vodovod a je plynofikována.

## Školství, kultura a sport
Obec má základní školu a mateřskou školu. Zdravotnické zařízení a Policie ČR jsou v Benešově nad Ploučnicí. V obci jsou sportoviště, která jsou tvořena travnatým hřištěm pro kopanou, tenisovými kurty s asfaltovým povrchem a hřiště pro odbíjenou.

## Pamětihodnosti
- Venkovská usedlost čp. 20[6]